# Million Dollar Extreme Presents: World Peace
Million Dollar Extreme Presents: World Peace (MDE:WP) war eine US-amerikanische Comedy-Serie, die am 5. August 2016 das erste Mal über den amerikanischen Fernsehsender Adult Swim ausgestrahlt wurde. Noch im selben Jahr wurde die Serie nach Rassismusvorwürfen und heftiger Kontroverse abgesetzt.

## Produktion und Ausstrahlung
Am 5. Mai 2016 wurde bekanntgegeben, dass der US-amerikanische Fernsehsender Adult Swim eine Pilotenfolge bei der Sketchcomedy-Gruppe Million Dollar Extreme (MDE), welche aus den Mitgliedern Sam Hyde, Nick Rochefort und Charls Caroll besteht, anforderte. Die Pilotfolge wurde als „Sketch Show in einer fast gegenwärtigen Albtraum-Welt“ beschrieben. Am 3. März 2016 wurde bekanntgegeben, dass Adult Swim eine Serie mit MDE produzieren wird.
Die Serie folgte dem Prinzip des Senders, so erschienen sechs Episoden von jeweils elf Minuten. Sam Hyde, Nick Rochefort, Charls Caroll waren als Autoren sowie Schauspieler beteiligt. Regie der gesamten Serie führte Andrew Ruse, der seit einigen Jahren mit der Gruppe zusammenarbeitete.
Die erste sowie die letzte Folge der Serie erreichten über eine Million Zuschauer. Die Serie überholte somit etablierte Adult-Swim-Sendungen wie The Eric André Show.

## Kontroverse und Absetzung
Nachdem eine Reihe von Rassismus-, Sexismus- und Antisemitismusvorwürfe gegen Sam Hyde und den Inhalt der Serie laut wurden, gab Adult Swim am 5. Dezember 2016 bekannt, dass keine weiteren Staffeln der Serie produziert werden. Laut Hyde sei der Sender an einer weiteren Staffel interessiert gewesen, allerdings habe der Mutterkonzern TBS auf die Absetzung bestanden.
Inhalte der Serie waren wiederholt kontrovers aufgenommen, Kritiker verwiesen dabei auf rassistische, sexistische und antisemitische Codes, etwa ein Sketch, in dem Hyde in Blackface auftrat. Auch Hydes Verhalten jenseits der Show wurde als problematisch wahrgenommen, so wurde ihm aufgrund seiner Twitter-Postings eine Nähe zur Alt-Right-Bewegung vorgeworfen. Auch frühere Auftritte Hydes wurden ihm vorgehalten, etwa ein Auftritt, bei dem er Publikum homophobe Pseudowissenschaft vorlas und die Zuschauer als „Schwuchteln“ beschimpfte, um anschließend ein Video mit deren schockierten Reaktionen zu veröffentlichen. Joseph Bernstein von BuzzFeed News bezeichnete Hyde in einem Artikel als Ikone der „Alt-Right-Bewegung“ und warf ihm vor „sein junges, liberales Millennial-Publikum zu schockieren und gleichzeitig gleichgesinnte Anhänger einer weißen nationalistischen Bewegung anzusprechen.“ Hyde selber veröffentlichte auf YouTube das Telefoninterview, das Bernstein im Vorfeld mit ihm geführt hatte, in dessen Verlauf Hyde sich über den Journalisten lustig macht und bezeichnete ihn später als „jüdischen Nachrichtenagenten“ der gegen „weiße Menschen“ vorginge.
Harsche Kritik kam auch von den Komikern und Adult-Swim-Mitarbeitern Tim Heidecker und Brett Gelman. Gelman, der die Sendung als „Instrument des Hasses“ bezeichnet hatte, wurde bereits im BuzzFeed-Artikel zitiert. Tim Heidecker solidarisierte sich mit Gelman und sprach sich in einem Live-Stream ebenfalls gegen die Sendung aus. Dabei rief er dazu auf, direkt die Werbetreibenden des Senders direkt zu kontaktieren.

## Episoden
| Nr. (ges.) | Nr. (St.) | Originaltitel                                | Erstausstrahlung USA | Regie       | Drehbuch                                              |
| ---------- | --------- | -------------------------------------------- | -------------------- | ----------- | ----------------------------------------------------- |
| 1          | 1         | Your Vibe Attracts Your Tribe                | 5. Aug. 2016         | Andrew Ruse | Sam Hyde, Nick Rocherfort, Charls Caroll, Andrew Ruse |
| 2          | 1         | Illegal Broadcast: John Hell Emergency       | 12. Aug. 2016        | Andrew Ruse | Sam Hyde, Nick Rocherfort, Charls Caroll, Andrew Ruse |
| 3          | 1         | 3 Down 47 to Go Countdown to Mass Funeral    | 19. Aug. 2016        | Andrew Ruse | Sam Hyde, Nick Rocherfort, Charls Caroll, Andrew Ruse |
| 4          | 1         | Mad at Dad? GOMAD for Chad MGTOW             | 26. Aug. 2016        | Andrew Ruse | Sam Hyde, Nick Rocherfort, Charls Caroll, Andrew Ruse |
| 5          | 1         | Not Everyone Thinks You’re a Hero            | 9. Sep. 2016         | Andrew Ruse | Sam Hyde, Nick Rocherfort, Charls Caroll, Andrew Ruse |
| 6          | 1         | You Hate This Show Because You Hate Yourself | 16. Sep. 2016        | Andrew Ruse | Sam Hyde, Nick Rocherfort, Charls Caroll, Andrew Ruse |

## Fortsetzung
Im Juni 2025 veröffentlichten MDE mit Million Dollar Extreme Presents: World Peace eine spirituelle Fortsetzung der Serie. Die erste Staffel besteht aus sechs halbstündigen Episoden und wurden auf der eigenen Website veröffentlicht.